# Malmea depressa
Malmea depressa är en kirimojaväxtart som först beskrevs av Henri Ernest Baillon, och fick sitt nu gällande namn av Robert Elias Fries. Malmea depressa ingår i släktet Malmea och familjen kirimojaväxter. Inga underarter finns listade i Catalogue of Life.